# 正木智海
正木 智海（まさき ちかい、1917年（大正6年）9月30日 - 1991年12月8日）は、日本の洋画家。広島県大竹市生まれ（実家：智海山西念寺）。

## 来歴
福岡県八幡中学校卒業、広島県宮島駅に勤務しながら、野口弥太郎画伯に師事を仰ぐ。
1934年、第2回西日本美術展に最年少17歳（当時）で入選。
1937年、広島県美術展入選。
1938年6月4日、中支派遣井上剛部隊として渡支。その後、華中鉄道会社営業課宣伝に勤務。
この時期、彫刻家石井鶴三先生、日本画家小杉放庵先生、田中青坪先生の知遇を得ると同時に、1936年以来に独立美術展への出品を続ける。
1940年、第11回独立美術展に西日本地区としては最年少（当時）で入選を果たす。
入選作品は60号の「杭州西湖畔山景」。その後、同美術展において、戦時下を除き毎年入選。
1946年2月に帰国。同年10月に故郷・広島県大竹市にて初の個展を開催（野口弥太郎画伯に推薦文を戴く）。
1948年に豊島区長崎に居を構える　住まいはアトリエ2軒長屋作り（元：日本洋画家の寺田政明氏宅）
国鉄（現在のJR）関連企業・財団法人交通協力会（日刊交通新聞）へ勤務し、新聞のカットや雑誌・小説などの表紙・挿絵など、数多くの作品を掲載。
務めと共に、毎年独立美術館へ出品・入選。日本通運美術部などでも絵画を教える。
1965年代後半から、東京都・有楽町の円鳥洞画廊（新東京ビルヂング2階）にて個展を毎年秋に開催。1990年秋まで全17回開催。
1991年12月8日没（享年74歳）。

## 著書
『華中鉄道　－私の思い出』